# Macropodia czernjawskii
Macropodia czernjawskii är en kräftdjursart som först beskrevs av Brandt 1880.  Macropodia czernjawskii ingår i släktet Macropodia och familjen maskeringskrabbor. Inga underarter finns listade i Catalogue of Life.